# ائتلاف روسیه–سوریه–ایران–عراق
ائتلاف روسیه–سوریه–ایران–عراق، که ۴+۱ ("+۱" به حزب‌الله لبنان اشاره دارد) نیز گفته می‌شد، یک همکاری مشترک اطلاعاتی بین گروهی از مخالفان داعش با اتاق‌های عملیات در دمشق سوریه و منطقه سبز بغداد در عراق بود. این ائتلاف در نتیجه توافق سپتامبر ۲۰۱۵، بین روسیه، جمهوری اسلامی ایران، عراق و سوریه بعثی شکل گرفت و هدف از آن «کمک و همکاری در جمع‌آوری اطلاعات درخصوص گروه داعش» مطابق با بیانیه صادر شده توسط فرماندهی عملیات مشترک عراق، برای مبارزه با گسترش این گروه بود. در این بیانیه همچنین به «نگرانی بسیار زیاد روسیه در مورد اقدامات جنایتکارانه داعش باهمکاری هزاران تروریست روس» اشاره شده بود.
در اکتبر ۲۰۱۵، پیشنهاد شد که ائتلاف روسیه–سوریه–ایران–عراق در سفر قاسم سلیمانی، فرمانده وقت نیروی قدس سپاه پاسداران، به مسکو در ژوئیه ۲۰۱۵ تجدید شود. در روزهای آغازین عملیات، نیروی هوایی روسیه توسط نیروهای مسلح عربی سوریه، سپاه پاسداران انقلاب اسلامی و شبه‌نظامیان متحد، پشتیبانی می‌شدند. ایالات متحده آمریکا به همراه متحدان عربی ناتو و اعراب، از این ائتلاف، انتقاد کرده‌اند.

## زمینه

### ایران و روسیه
به مدت دو و نیم دهه، نخبگان روسیه بر سر ایران شکافته شدند. برخی، مانند نخست‌وزیر روسیه دیمیتری مدودف، ایران را به عنوان یک چانه زنی در معاملات احتمالی با جهان غرب می‌دانستند. از طرف دیگر، اوراسیاگرایان مانند الکساندر دوگین تحلیلگر سیاسی خواهان یک اتحاد روس و ایران برای مقابله با نفوذ غرب بودند.

### جنگ داخلی سوریه
جنگ داخلی سوریه از زمانی آغاز شد که گروه‌های مخالف در این کشور علیه حکومت اسد در اوایل سال ۲۰۱۱ اعتراض کردند، و در پایان معترضان و حامیان و طرفداران اسد در منطقه خشن و کشیده شدند. جنگ بین مخالفان متعدد و احزاب دولتی در حال انجام است. بیش از ۲۵۰٬۰۰۰ نفر کشته و بیش از ۱۰ میلیون نفر آواره شده‌اند. با در نظر گرفتن بیشتر مخالفان و متحدان غربی آنها، خواستار ترک اسد به عنوان پیش شرط گفتگوها، تلاش‌ها برای یافتن راه حل تاکنون ناکام مانده است. اخیراً کشورهای غربی گفته‌اند که اسد می‌تواند نقشی در انتقال داشته باشد. در مورد دوره انتقالی اسد اظهار داشت که تصمیم‌گیری در مورد آینده سوریه وظیفه کشورهای غربی نیست. وی ایالات متحده و متحدانش را به دلیل حمایت از شورشیان به ریاکاری متهم کرد و گفت که حملات هوایی جت‌های سوریه که هم‌اکنون توسط روسیه ترکیب شده‌اند بسیار موثرتر از آنچه در عملیات هوایی یک ساله توسط ائتلاف به رهبری آمریکا انجام شده است، بوده است. . به گفته اسد، کشورهای درگیر در ائتلاف تحت رهبری آمریکا، خودشان از تروریسم حمایت می‌کنند، بنابراین نمی‌توانند با تروریسم مبارزه کنند. به همین دلیل، او می‌گوید، چندین ماه مبارزه با تروریسم منجر به گسترش آن شده است.

### بعد از سال ۲۰۱۵
پس از از دست دادن استان ادلب به حمله شورشیان در نیمه یکم سال ۲۰۱۵، وضعیت برای بقای اسد بسیار مهم ارزیابی شد. مذاکرات سطح بالایی در نیمه یکم سال ۲۰۱۵ بین مسکو و تهران انجام شد و توافق سیاسی حاصل شد. در اکتبر ۲۰۱۵، پیشنهاد شد که ممکن است عملیات روسیه در سوریه در سفر قاسم سلیمانی، فرمانده نیروی قدس ایران به مسکو در ژوئیه ۲۰۱۵ نوآفرینی شده باشد، که سپس توسط مقامات روسی تکذیب شد. با پاسخ به درخواست رسمی دولت سوریه، در سپتامبر ۲۰۱۵، روسیه هواپیماهای جنگی و سایر تجهیزات سخت‌افزاری و جنگی خود را به فرودگاه بین‌المللی باسل اسد در نزدیکی لاذقیه فرستاد تا برای عملیات آنها آماده باشد. در سال ۲۰۱۶، روسیه اعلام کرد که کمک‌های بشردوستانه را با کمک دولت سوریه به حلب می‌فرستد. روسیه همچنین ادعا کرد که به غیرنظامیان اجازه می‌دهد شهر را ترک کنند و از دولت سوریه خواست فرصت تسلیم شبه نظامیان را فراهم کند.
نیروی هوایی روسیه از پایگاه‌های هوایی ایران برای سوخت‌گیری یعنی پایگاه هوایی همدان استفاده کرده است.

## توافق
در اواخر سپتامبر ۲۰۱۵، یک مرکز اطلاعات مشترک در بغداد توسط ایران، عراق، روسیه و سوریه ایجاد شد تا عملیات خود را علیه داعش هماهنگ کند. بر اساس بیانیه سرگئی لاوروف وزیر امور خارجه روسیه در اواسط اکتبر ۲۰۱۵، قبل از شروع عملیات خود در سوریه، روسیه از ایالات متحده دعوت کرد تا به مرکز اطلاعات مستقر در بغداد بپیوندد اما آنچه را که او می‌خواند دریافت کرد. غیر سازنده "پاسخ. پیشنهاد پوتین مبنی بر اینکه ایالات متحده یک هیئت عالی رتبه روسی را بپذیرد و یک هیئت آمریکایی برای بحث در مورد همکاری در سوریه به مسکو برود نیز توسط ایالات متحده رد شد دنبال درخواست رسمی دولت سوریه برای کمک نظامی. علیه گروه‌های شورشی و جهادی در سوریه، ائتلاف کار خود را آغاز کرد. به طور کلی تصور می‌شد که ایران نقش اصلی را در عملیات زمینی ارتش سوریه و متحدانش خواهد داشت، در حالی که روسیه می‌تواند در ارتباط با نیروی هوایی سوریه در هوا پیشرو باشد، بنابراین نقش مکمل را ایجاد می‌کند. برای کشورهای غربی و ائتلاف روسیه–سوریه–ایران–عراق، داعش، دشمن مشترکی بوده است، اگرچه هر کشور دوستان و دیدگاه‌های مخالف بسیار متفاوتی در مورد چگونگی حل بحران دارد.
اسد در مصاحبه ای با تلویزیون ایران گفت که موفقیت این توافق‌نامه برای نجات خاورمیانه از نابودی امری حیاتی است. وی اظهار داشت: مبارزات هوایی یکساله ائتلاف به رهبری آمریکا نتیجه مثبتی نداشته و به گسترش تروریسم و به دست آوردن نیروهای جدید کمک کرده است، اما ائتلاف جدید روسیه، ایران، سوریه و عراق می‌تواند نتایج واقعی کسب کند.

## نقش ایران
سوریه به غیر از یک گذرگاه حیاتی برای حزب‌الله لبنان، از زمان انقلاب اسلامی ۱۹۷۹ در ایران، تنها متحد ثابت ایران بوده است. ایران از جمله پشتیبانی لجستیکی، فنی و مالی، پشتیبانی قابل توجهی از دولت سوریه در جنگ داخلی سوریه ارائه داده است. در آوریل ۲۰۱۴، حسین امیرعبداللهیان، معاون وزیر امور خارجه ایران گفت: "ما به دنبال این نیستیم که بشار اسد برای همیشه رئیس جمهور بماند. اما ما ایده استفاده از نیروهای افراطی و تروریسم برای سرنگونی اسد و دولت سوریه را قبول نداریم. " ژنرال قاسم سلیمانی در ۲۴ ژوئیه از مسکو بازدید کرد تا ریزنگاه طرح اقدام نظامی هماهنگ در سوریه تدوین کند. در اکتبر ۲۰۱۵، پیشنهاد شد که ممکن است در سفر وی ائتلاف روسیه - ایران - سوریه - عراق نوآفرینی شده باشد.
با استناد به دو منبع لبنانی، رویترز در تاریخ ۱ اکتبر ۲۰۱۵ گزارش داد که صدها نفر از نیروهای ایرانی طی ۱۰ روز گذشته وارد سوریه شده‌اند و به زودی به نیروهای دولت سوریه و متحدان حزب‌الله لبنان آنها در یک حمله بزرگ زمینی با پشتیبانی حملات هوایی روسیه ملحق می‌شوند. ایران همچنین حشد شعبی را که با داعش می‌جنگند آموزش داده است.